# Katawa Shoujo
Katawa Shoujo (яп. かたわ少女 Катава Сё:дзё, букв. «Девушки-инвалиды», литературный перевод «Девушки с ограниченными возможностями») — визуальный роман, разработанный студией Four Leaf Studios и выпущенный 4 января 2012 года под лицензией Creative Commons CC-BY-NC-ND.
Сюжет повествует историю юноши и пяти девушек с различными травмами, как физическими, так и психологическими. Игровой интерфейс традиционен для визуальных романов — с текстовым полем и спрайтами персонажей.

## Игровой процесс

Игровой экран визуального романа. Сцена с Лилли Сато (слева) и Ханако Икэдзавой (справа).

Игровой процесс Katawa Shoujo сведён к минимуму. Большую часть времени игрок читает диалоги и повествования, время от времени выбирая один из предложенных вариантов ответа, что может повлиять на развитие сюжетной линии. Выбираемые варианты приводят к различным сюжетным ответвлениям и конфликтам развития отношений Хисао с одной из пяти главных героинь, что в конечном итоге приводит к разрешению противоречий (хорошая концовка), к расставанию (плохая концовка) или отдалению героев (нейтральная концовка). При определённом варианте развития событий при отсутствии интереса к какой-либо из девушек и выходе на концовку соседа Кэндзи главный герой может погибнуть. Игра включает сцены этти.

## Сюжет
Главный герой старшеклассник Хисао Накаи получает письмо с просьбой встретиться. Придя на место встречи, Хисао встречает Иванако, девушку, с которой учится вместе. Иванако признаётся Хисао в любви, после чего протагонист от неожиданности начинает чувствовать боль в сердце и вскоре теряет сознание. Причиной случившемуся стала аритмия сердца, из-за которой он попадает в больницу. После четырёх месяцев лечения герою предлагают выписаться из больницы и пойти на учёбу, однако по причине его болезни, лечащий врач порекомендовал не возвращаться в прежнюю старшую школу. Врач предлагает Хисао продолжить обучение в старшей школе «Ямаку», специализированной на обучении детей-инвалидов, расположенной в современной Японии.

## Разработка
Визуальный роман основан на эскизах японского художника додзинси Raita. С января 2007 года эскизы широко обсуждались на имиджборде 4chan, в результате была образована группа разработчиков из пользователей 4chan и других интернет-сообществ. Группа получила название Four Leaf Studios, отсылающее на графический логотип 4chan в виде четырёхлистного клевера. 29 апреля 2009 года была выпущена ознакомительная версия «Act 1». К пятой версии Act 1 была переведена с английского на французский, итальянский, японский, русский, немецкий, венгерский языки, а также на традиционный и упрощённый китайский язык. Полностью визуальный роман был выпущен 4 января 2012 года на английском языке.
Вслед за выходом новеллы группа Four Leaf Studios объявила, что планов по созданию новых проектов не существует. Тем не менее в первом праздничном сообщении о юбилее блога Aura заявил, что, возможно, 4LS объявит о будущих проектах в 2013 году.

## Восприятие
Katawa Shoujo получила в целом положительные отзывы. Ещё до выхода игру оценили некоторые обозреватели и любители жанра, отметившие точное и уважительное следование канонам и сеттингу. Трогательное отношение к элементам эроге в игре, уместные в соответствующих сценах вставки лёгкой эротики также были оценены положительно (отмечалось, что если сцены «для взрослых» отключить в настройках, то игру можно проходить без потери нити сюжета). Другие критики были более сдержанны; Дэйв Райли (Dave Riley) из Otaku USA Magazine раскритиковал игру за «плохой слог и плохих персонажей».
Название игры явилось предметом для споров среди японской аудитории. Термин «катава» (片輪) признан в Японии устаревшим и унизительным. «Katawa Shoujo» переводится как «девушка-инвалид», но более дословным переводом слова Katawa с японского является «калеченный» или «поломанный», что скорее применяется к телеге с одним колесом вместо двух, и потому некорректно. Отвечая на вопросы касательно названия и использования термина «Katawa», разработчики прокомментировали «Мы не хотели намеренно оскорблять кого-либо, и сами это название не придумывали. Название это, разумеется, японское, придуманное Raita в его набросках для Katawa Shoujo».